# Pornografie v Česku
Fenomén pornografie se v českých zemích v plném slova smyslu objevil koncem 19. století, legální rámec pak získal po pádu komunistického režimu v Československu v roce 1993. Právní řád České republiky pak zakazuje pornografii pořízenou nekonsenzuálně, dětskou a zoofilní pornografii.

## Historie

### Do 20. století
Explicitní znázorňování erotiky bylo v českých zemích, podobně jako jinde v Evropě, věcí tabuizovanou. Úřady a v Rakouském císařství nábožensky dominantní katolická církev označovaly jako pornografická také některá literární díla, mj. renesanční dílo Dekameron Giovanniho Boccaccia či soudobou literaturu s často byť i jen milostnými prvky. Co se grafického zobrazení erotiky týče, je možné, že již v 18. století pronikly do střední Evropy tištěné francouzské erotické pohlednice. Rozsáhlé šíření erotických a pornografických materiálů však nastalo s vynálezem fotografie ve druhé polovině 19. století a posléze pak s vynálezem kinematografu.

### První polovina 20. století
Ze severomoravského Javorníku pocházel českoněmecký fotograf a kinematograf Johann Schwarzer, který pak v letech 1906 až 1911 provozoval vídeňský fotoateliér a studio Saturn-film, které až do policejního zákazu roku 1911 vytvořilo na 52 erotických snímků. Jejich tématem byla pouze ženská nahota, sám Schwarzer označení svého díla jako pornografie odmítal. Snímky Saturn-film soudobě zdárně konkurovaly francouzským produkcím. Schwarzer se ještě roku 1914 neúspěšně pokusil o obnovení činnosti, téhož roku pak zahynul jako příslušník rakousko-uherské armády na východní válečné frontě. Stejně tak není jasné, zda byly jeho snímky někdy promítány na českém území. Stejně tak se mimo české země proslavili bratři Jacques a Charles Biedererovi, moravsko-židovského původu, narození v Moravské Ostravě, kteří ve 20. a 30. letech 20. století v Paříži provozovali Studio Biederer, kde vznikaly na svou dobu mimořádně kompozičně odvážné a explicitní erotické fotografie a také několik erotických filmů, včetně jedněch z prvních také s tematikou sexuální fetiše či BDSM. Ateliér byl nuceně uzavřen po začátku německé okupace Francie za druhé světové války v létě 1940, oba bratři pak zahynuli během holokaustu.
Legislativa prvorepublikového Československa svým právním řádem pornografii kriminalizovala. Vůbec prvním uměleckým filmem světa zobrazujícím nahou ženu (ilegální pornografické snímky již v té době existovaly) byl český film Extase režiséra Gustava Machatého z roku 1932. Na filmovém festivalu v Benátkách získal cenu za režii, naopak úřady Vatikánu ho veřejně označily za nemravný a škodlivý. V období první republiky stojí též za zmínku činnost nakladatele a majitele drogerie Dům moderní hygieny Hydiko v pražské Spálené ulici Františka Trefného. Obchod kromě hygienických a kosmetických potřeb nabízel také antikoncepční prostředky, preparáty posilující erekci či erotické pomůcky. Trefný také vydával odborné publikace týkající se sexuality, série erotické literatury (edice Erotická knihovna) a také několik časopisů obsahující mj. erotické grafiky či série erotických fotografií.
Výrobu erotických fotografií patrně nezastavila ani německá okupace Čech, Moravy a Slezska v letech 1939 až 1945.

### Druhá polovina 20. století
Nástup komunistického režimu v Československu v únoru 1948 a zestátnění soukromého podnikání znemožnilo legální rámec výroby erotických materiálů, pornografie zůstávala postavena mimo zákon. Pornografické materiály se do Československa dostávaly omezeně a ilegálně, především ze Západního Německa či Francie, mj. ve formě prvních explicitně erotických či pornografických časopisů. V 80. letech 20. století se pak s příchodem technologie domácího videa (VHS) začaly do země dostávat také první videokazety s filmovou pornografií. Mluveným zahraničním pornofilmům byl rovněž v improvizovaných podmínkách pořizován český dabing, často jedním mužským hlasem. Jedním z dabérů takových materiálů byl mj. hudebník a překladatel Ondřej Hejma. Některé pornofilmy bylo možné vidět také na kanálech západoněmeckých televizí v místech, kam až na území ČSSR dosahovalo jejich pokrytí. Na konci 80. let se v Západním Německu prosadila pornoherečka uměleckým jménem Dolly Buster (Nora Baumberger), která tam ve 13 letech s rodiči emigrovala.
Zcela přelomová éra české pornografie nastala po Sametové revoluci roku 1989, liberalizaci společenských poměrů a zřízení tržního prostředí. Výroba pornografie byla novým právním řádem České republiky upravena do legální podoby, záhy poté začaly vznikat první české pornočasopisy či filmová studia. V 90. letech 20. století tak nastal boom tuzemského pornoprůmyslu: erotické časopisy bylo možno zakoupit téměř v každé trafice či benzinové pumpě, české pornoherečky se začaly prosazovat také u zahraničních filmových studií. Česko se rázem stalo velmi lukrativní také pro filmové štáby ze zemí, kde se pornografické filmy legálně natáčet nesmí. Vůbec první pornofilm se v Česku legálně natáčel na jaře 1994 v objektu někdejšího JZD u Mníšku pod Brdy nedaleko Prahy, téhož roku byl pak natočen pornofilm s větší výpravou a delší stopáží s názvem Nesmrtelná. Herečky zde tvořily dívky z nočních klubů, dialogy byly pak dabovány jinými herečkami.
Ze známých českých pornohereček té doby lze jmenovat mj. Leu De Mae, Danielle Rush či Silvii Saint, jedním z nejúspěšnějších a veřejnosti nejznámějších českých pornoherců se pak stal Robert Rosenberg.

### 21. století
K dalšímu šíření českého porna přispěl pak na přelomu 20. a 21. století nástup internetu, oproti společensky divokému období 90. let pak po roce 2000 došlo k mírnému úbytku zájmu o pornografii obecně. Od 1. dubna 2001 platí v centru Prahy městská vyhláška, která zde zakazuje prodej pornografických časopisů.
Česká pornoherečka a producentka Little Caprice byla v roce 2020 oceněna prestižní cenou amerického pornoprůmyslu AVN Awards v kategorii Nejlepší zahraniční pornoherečka, její produkční studio na těchto cenách uspělo pak ještě několikrát.

## Právní rámec
Český trestní zákoník (č. 40/2009 Sb.) postihuje některé činnosti související s pornografickými díly prostřednictvím trestného činu Šíření pornografie (§ 191), specifika dětské pornografie pak upravují trestné činy Výroba a jiné nakládání s dětskou pornografií (§ 192) a Zneužití dítěte k výrobě pornografie (§ 193). Smyslem trestnosti těchto jednání je celospolečenský zájem na ochraně mravopočestnosti, resp. na ochraně mravního rozvoje a výchovy mládeže a ochrany dětí před sexuálním zneužíváním.
Pojem „pornografické dílo“ sice zákon nedefinuje, lze jej však charakterizovat tím, že obzvláště silně podněcuje sexuální pud a zároveň překračuje ve společnosti obecně uznávané hranice slušnosti a vyvolává pocit studu. Samotné zobrazení nahého lidského těla v přirozených pozicích pornografickým dílem není, byť by mohlo někoho sexuálně vzrušovat. Stejně tak pornografickým není umělecké dílo, už jen historický předmět nebo předmět, který má vědecký či osvětový účel (např. fotografie v lékařských učebnicích). Z hlediska formy může být pornografické dílo jak dílem fotografickým, filmovým, počítačovým či elektronickým (čitelným jen strojově), tak i písemným nebo jiným (např. erotické sošky). Nemusí však jít vždy v právním slova smyslu o dílo autorské. Podle svého obsahu se dělí na:
1. tvrdou pornografii – dílo, ve kterém se projevuje násilí (skutečné, nikoli předstírané) či neúcta k člověku (např. bondage, koprofilie nebo koprofágie), nebo které znázorňuje pohlavní styk se zvířetem (sodomie a zoofilie);
2. dětskou pornografii – zobrazuje nebo jinak využívá dítě (dítětem se v českém trestním právu ve smyslu § 126 trestního zákoníku míní osoba mladší 18 let), může se také jednat o osobu, která se dítětem pouze jeví (buďto je ve skutečnosti starší nebo jde o literární nebo kreslené dílo, tedy o tzv. „virtuální dětskou pornografii“); podle judikatury jsou dětskou pornografií např. snímky obnažených dětí v polohách vyzývavě předvádějících pohlavní orgány za účelem sexuálního uspokojení, snímky dětí zachycující polohy skutečného či předstíraného sexuálního styku s nimi nebo jiné obdobně sexuálně dráždivé snímky dětí, charakter dětské pornografie tak nelze shledávat jen v tom, že dílo slouží k uspokojení osob trpících danou sexuální deviací;[14]
3. prostou pornografii – vše ostatní;

Zvláště významně jsou českým trestním právem v oblasti pornografie chráněny děti. Zatímco šíření tvrdé pornografie je trestné vždy, šíření prosté pornografie jen tehdy, dostane-li se do rukou právě dětem. U tvrdé pornografie je kromě šíření také trestná pouze přímá výroba, v případě dětské pornografie je však trestně stíhán i ten, kdo na její výrobě majetkově „kořistí“ (za úplatu vozí dítě na místo, pronajme prostory, na svých stránkách umístí odkaz apod.). Navíc pouhé držení pornografie obecně trestné není, přechovávání dětské pornografie však ano.

## České pornoherečky (výběr)
- Andrea Absolonová
- Dolly Buster
- Caylian Curtis
- Jane Darling
- Eva Decastelo
- Nessa Devil
- Miroslava Holzäpflová
- Drahomíra Jůzová
- Ester Ládová
- Zuzka Light
- Laura Lion
- Little Caprice
- Zdeňka Podkapová
- Daniella Rush
- Silvia Saint
- Stacy Silver
- Monica Sweetheart
- Aneta Šmrhová
- Lucie Theodorová
- Tarra White
- Angel Wicky
- Paula Wild
- Sharon Wild
- Veronika Zemanová

## Čeští pornoherci (výběr)
- Robert Rosenberg
- Pavel Novotný (pornoherec)
- Jan Velička